# Millennium Centennial Center
La Millennium Centennial Center est un gratte-ciel de 254 mètres en construction à Jakarta en Indonésie. Son achèvement est prévu pour 2019. 